# Typhlacontias punctatissimus
Espèce
Synonymes
- Typhlacontias bogerti Laurent, 1964

Typhlacontias punctatissimus est une espèce de sauriens de la famille des Scincidae.

## Répartition
Cette espèce se rencontre dans le sud de l'Angola et dans le nord-ouest de la Namibie.

## Liste des sous-espèces
Selon The Reptile Database (19 décembre 2012) :
- Typhlacontias punctatissimus bogerti Laurent, 1964
- Typhlacontias punctatissimus brainei Haacke, 1997
- Typhlacontias punctatissimus punctatissimus (Bocage, 1873)

## Publications originales
- Bocage, 1873 : Melanges erpetologiques. II. Sur quelques reptiles et batraciens nouveaux, rares ou peu connus d‘Afrique occidentale. Jornal de Sciencias Mathematicas, Physicas e Naturaes Academia Real das Sciencias de Lisboa, vol. 4, p. 209-227 (texte intégral).
- Haacke, 1997 : Systematics and biogeography of the southern African scincine genus Typhlacontias (Reptilia: Scincidae). Bonner Zoologische Beiträge, vol. 47, no 1-2, p. 139-163 (texte intégral).
- Laurent, 1964 : Subsídios para o estudo da biologia na Lunda. Reptiles et Amphibiens de l'Angola (Troisième contribution). Publicações Culturais, Companhia de Diamantes de Angola, Lisboa, vol. 67, p. 1-165.